# Hilarión Plaza
Hilarión Plaza (o Hilarión de la Plaza) fue un militar que luchó en la Guerra de Independencia de la Argentina, en las campañas por la independencia de Chile y Perú, en la Guerra del Brasil y en las Guerras civiles argentinas.

## Biografía
Hilarión Plaza nació en la ciudad de Mendoza el 21 de octubre de 1800, hijo de Pedro Regalado de la Plaza y Magdalena Moncada.
Su hermano mayor fue el general José María Plaza, prócer de la independencia argentina, chilena y peruana
.
A los 15 años sentó plaza como cadete en el Batallón Cívicos Pardos de Infantería de Mendoza y el 4 de marzo de 1816 se convirtió en su abanderado.
Se incorporó al Ejército de los Andes y a las órdenes del general José de San Martín tomó parte de la Batalla de Chacabuco donde tuvo una actuación destacada.
A las órdenes del coronel Juan Gregorio de Las Heras participó de las operaciones posteriores en el sur de Chile, asistiendo al Sitio y asalto de Talcahuano y las batallas de Cancha Rayada y Maipú.
Marchó en 1820 con la Expedición Libertadora del Perú al mando de San Martín. Participó del sitio de Lima y del Callao, en la Campaña de Puertos Intermedios, en el combate de Calana, y al mando del general argentino Rudecindo Alvarado en las batallas de Torata y Moquegua.
Se halló en la Segunda Campaña de Intermedios, formando parte de la división del general Andrés de Santa Cruz y siendo tomado prisionero en la batalla de Zepita, en la que fue herido.
Conducido a la isla de Chucuito, en el lago Titicaca, permaneció cautivo hasta 1824, en que tras la batalla de Ayacucho fue puesto en libertad.
Ascendió a sargento mayor el 25 de noviembre de ese año y tras regresar al país se incorporó al ejército que marchó a combatir en la guerra del Brasil, participando de toda la campaña.
Posteriormente se puso a las órdenes del general unitario José María Paz, a quien acompañó a la entrevista que tuvo con el gobernador de la provincia de Córdoba Juan Bautista Bustos. Participó en la batalla de La Tablada, pero al iniciar Paz la campaña contra el caudillo Facundo Quiroga, Plaza permaneció en la ciudad de Córdoba sin intervenir en la batalla de Oncativo.
Tras el combate, Paz le encomendó conducir preso al coronel José Félix Aldao a la ciudad de Córdoba, donde el prisionero entró montado en un burro para la burla de la población.
El 16 de febrero de 1831 el entonces coronel Plaza, con cerca de 300 hombres, fue derrotado por las fuerzas federales al mando de José Vicente Reynafé en el combate de El Tío, a 130 km de la ciudad de Córdoba.
Tras caer prisionero Paz el 10 de marzo en dicha localidad provocando el derrumbe de la Liga del Interior, Plaza emigró a Bolivia.
Regresó a su ciudad natal en 1859, donde vivió en la mayor miseria.
Su situación se agravó cuando el 20 de marzo de 1861 se produjo el desastroso terremoto de Mendoza que destruyó la ciudad causando la muerte de entre 6.000 y 10.000 personas, alrededor de un tercio de la población, y aunque el 4 de mayo de ese año el gobierno de la Confederación Argentina le extendió despachos de coronel de caballería, se vio obligado a trasladarse a Chile.
Al suspenderse el pago de la pensión asignada por el gobierno marchó a Perú, para regresar luego a Chile. Se estableció en Valparaíso, donde se acogió a la ley del 24 de septiembre de 1868 solicitando ser reconocido como "Guerrero de la Independencia".
Falleció en Buenos Aires el 15 de julio de 1871.
Formó un hogar con Dolores Corro y casó en Santiago con M.Palma Guzmán.
Llevan su nombre calles de las ciudades de Córdoba, Mendoza, San Rafael y Buenos Aires.